# TCB-2
TCB-2 je (2C-BCB) halucinogen. On je konformaciono ograničen derivat fenetilamina 2C-B, koji je takođe halucinogen, i deluje koa potentan agonist za  i  receptore sa  od 0,26 nM na ljudskom  receptoru.